# 4321 Zero
4321 Zero este un asteroid din centura principală, descoperit pe 2 martie 1981 de Schelte Bus.